# Лобелло, Энтони (младший)
Энтони Джеймс Лобелло-младший (англ. Anthony James Lobello; род. 15 августа 1984) года в гор. Таллахасси, штат Флорида — американский шорт-трекист. Участвовал на Олимпийских играх 2006 и 2014 годов. 3-хкратный бронзовый призёр чемпионатов мира.

## Ранние годы
Энтони родился в Таллахасси и с 7-ми лет начал кататься на роликовых коньках, однако после встречи с  Дереком Парра  Олимпийским чемпионом в 2002 году переквалифицировался в конькобежный спорт, стал тренироваться в  Маркетте, а позже переехал в Солт-Лейк-Сити. Он также увлекался лёгкой атлетикой и играл в футбол за Университет Северного Мичигана. Лобелло получил образование в епископальной школе Святого Утешителя и школе Маклая. В 2003 году он стал посещать Университет северного Мичигана на спортивную стипендию с целью перехода из роликовых коньков в конькобежный спорт. 

## Спортивная карьера
Энтони участвовал в шорт-треке на Олимпийских играх в Турине, где занял на дистанции 500 метров только 23-е место. Следом на чемпионате мира в Миннеаполисе с партнёрами выиграл бронзовую медаль в эстафете. В общем индивидуальном зачёте он занял 14-е место. На следующий год Энтони повторил результат в Милане, став второй раз бронзовым призёром в эстафете, а в многоборье стал 17-м. Он не отобрался из-за болезни в национальную сборную на участие в Олимпийских играх в Ванкувере, поэтому в 2009 году он активно выступал на Кубке мира и выиграл на этапе в Дрездене 500 метров, а также дважды победил в эстафетах в Ванкувере и Пекине, и два серебра взял на 1000 м и в эстафете. Через год стал вторым в эстафете на этапе в  Маркетте. А в сезоне 2010/11 года выиграл серебро и бронзу в эстафетах и ещё одну бронзу на 1000 метров. 
В марте на чемпионате мира в Шеффилде стал третьим в эстафете, выиграв третью бронзу мировых чемпионатов. В 2012 году Энтони, имеющий два гражданства итальянское и американское, из-за проблем с американским спидскейтингом решил выступать за национальную сборную Италии. Тогда же в 2012 году он познакомился с Арианной Фонтаной, через год они были помолвлены. В 2014 году на Олимпийских играх в Сочи Лобелло стал 25-м на 500 метров и 8-м в эстафете. Он был первым американским спортсменом, выступавшим за вторую страну на зимних Олимпиадах. Он также успел выступить за Италию на чемпионате Европы в Дрездене, где в общем зачёте занял 9-е, а в эстафете 4-е места. В том же году он завершил карьеру спортсмена.

## После спорта
31 мая 2014 года Энтони и Арианна поженились в итальянской коммуне Колико  Они делили своё время между домами в  Курмайёре и Таллахасси. Он начал тренировать свою жену Арианну Фонтану и привёл её к золотой медали в 2018 году на 500 метров на Олимпийских играх в Пхёнчхане.